# Сорайя Исфандияри-Бахтиари
Сорайя Исфандияри-Бахтиари (в русскоязычных источниках часто Асфандияри; перс. ثریا اسفندیاری بختیاری‎; 22 июня 1932, Исфахан, Шаханшахское Государство Иран — 26 октября 2001, Париж, Франция) — вторая жена Мохаммеда Резы Пехлеви, последнего шаха Ирана, королева Ирана.

## Молодость и образование

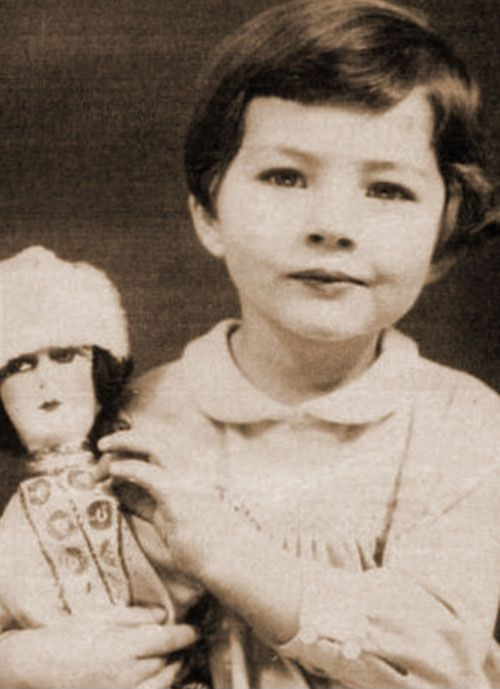
Сорайя в детстве. 1935 г.

Сорайя была старшим ребёнком и единственной дочерью Халила Исфандияри, принадлежавшего к элите воинственного племени бахтиаров, впоследствии — посла Ирана в ФРГ (1951—1961 годы). Его супруга и мать Сорайи — немка-берлинка Ева Карл, родившаяся в Москве и первоначально бывшая торговкой. Дед Евы когда-то занимался усовершенствованием русского оружия.
Родители Сорайи познакомились во время обучения Халила в Берлине. Она родилась в английском миссионерском госпитале в Исфахане 22 июня 1932 года. Впоследствии в семье Халила родился сын Биджан, её младший брат (1937—2001).
Члены семьи Исфандияри уже давно занимали должности в правительстве и дипломатическом корпусе Персии (как до 1935 года назывался Иран). Её дядя, Сардар Асад, был лидером иранского конституционалистского движения в начале XX века.
До восьми месяцев Сорайя с семьёй жила в Исфахане, затем её отец отправился на дипломатическую службу в Германию. Раннее детство Сорайи, таким образом, прошло в Берлине, её семья вернулась в Иран только осенью 1937 года. До 1941 года она училась в немецкой школе в Иране, где, в частности, изучала и персидский язык. Но когда после оккупации Ирана советскими и британскими войсками в августе-сентябре 1941 года все немецкие школы в стране были закрыты, ей пришлось прервать своё образование. В 1944 году она поступила учиться в английскую миссионерскую школу, в 1946 году отправилась для продолжения учёбы в Швейцарию, где научилась свободно говорить по-французски, а впоследствии изучала английский язык в Лондоне. В итоге она свободно говорила на немецком, английском, французском и персидском языках.

## Брак

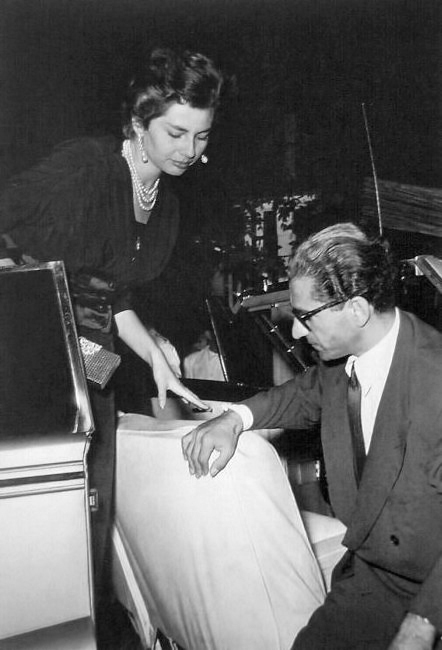
Мохаммад Реза Пехлеви и Сорая Исфандиары.

В 1948 году о Сорайе узнал недавно разведённый шах Ирана Мохаммед Реза Пехлеви: Фарух Зафар Бахтиари, близкий родственник Сорайи, показал ему её фотографию, сделанную Гударзом Бахтиари в Лондоне по просьбе Фаруха Зафара. В то время Сорайя окончила институт благородных девиц в Швейцарии и изучала английский язык в Лондоне. Они вскоре были обручены: шах подарил ей обручальное кольцо с бриллиантами весом 22,37 карата (4,474 г).
Сорайя сочеталась браком с шахом в Мраморном дворце в Тегеране 12 февраля 1951 года. Первоначально пара планировала пожениться 27 декабря 1950 года, но церемония была отложена в связи с болезнью брюшной полости у невесты.
Хотя шах объявил, что гости на свадьбе должны пожертвовать деньги в специальный благотворительный фонд для иранских бедняков, среди свадебных подарков были норковая шуба и настольный телефон с чёрными бриллиантами, отправленные Иосифом Виссарионовичем Сталиным, чаша из штойбенского фарфора, созданная Сидни Уо и присланая президентом США Гарри Трумэном и его супругой, и серебряные подсвечники георгианской эпохи от короля Великобритании Георга VI и королевы Елизаветы. Среди двух тысяч гостей на свадьбе был Ага Хан III.

Сорайя и премьер-министр Ирана Мохаммед Мосаддык

Помещение, где проводилась церемония, украшали полторы тонны орхидей, тюльпанов и гвоздик, отправленных самолётом из Нидерландов. Развлечения на церемонии включали выступление конного цирка из Рима. Невеста была одета в серебристое платье из ламе, украшенное жемчугом и отделанное перьями марабу, изготовленное по этому случаю лично Кристианом Диором, а также в накидку из меха белой норки.
После вступления в брак Сорайя возглавляла благотворительную ассоциацию в Иране. Вопреки распространённым слухам, у неё были хорошие отношения с сестрой шаха Ашраф.

## Бесплодие и развод

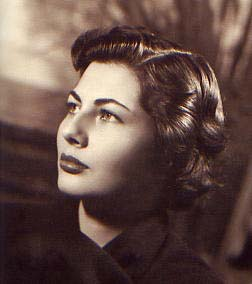
Королева Сорая, придворный портрет, Тегеран, 1953 г.

Хотя свадьба состоялась во время сильного снегопада, что посчитали хорошей приметой, брак венценосной четы распался в начале 1958 года из-за, как считалось, очевидного бесплодия Сорайи, которое она пыталась лечить в Швейцарии и Франции, и предложения шаха, что он возьмёт себе вторую жену ради рождения наследника. В 1954 году, как сообщается, супруги ездили в США, где обследованием Сорайи занимался гинеколог по фамилии Рузвельт, впоследствии направивший в Тегеран результаты обследования и заявивший, что не нашёл у Сорайи признаков бесплодия.
Сорайя покинула Иран в феврале и в конце концов отправилась в дом своих родителей в Кёльне, Германия, куда шах послал дядю жены, сенатора Сардара Асада Бахтиари, в начале марта 1958 года, чтобы попытаться убедить её вернуться в Иран, однако поездка закончилась безрезультатно. 10 марта совет старейшин встретился с шахом, чтобы обсудить ситуацию с фактически распавшимся браком и отсутствием наследника. Четыре дня спустя было объявлено, что монаршая чета разведётся. Это стало, по словам 25-летней королевы, «принесением в жертву моего собственного счастья». Позже она рассказала журналистам, что её мужу ничего не оставалось, кроме как развестись с ней.

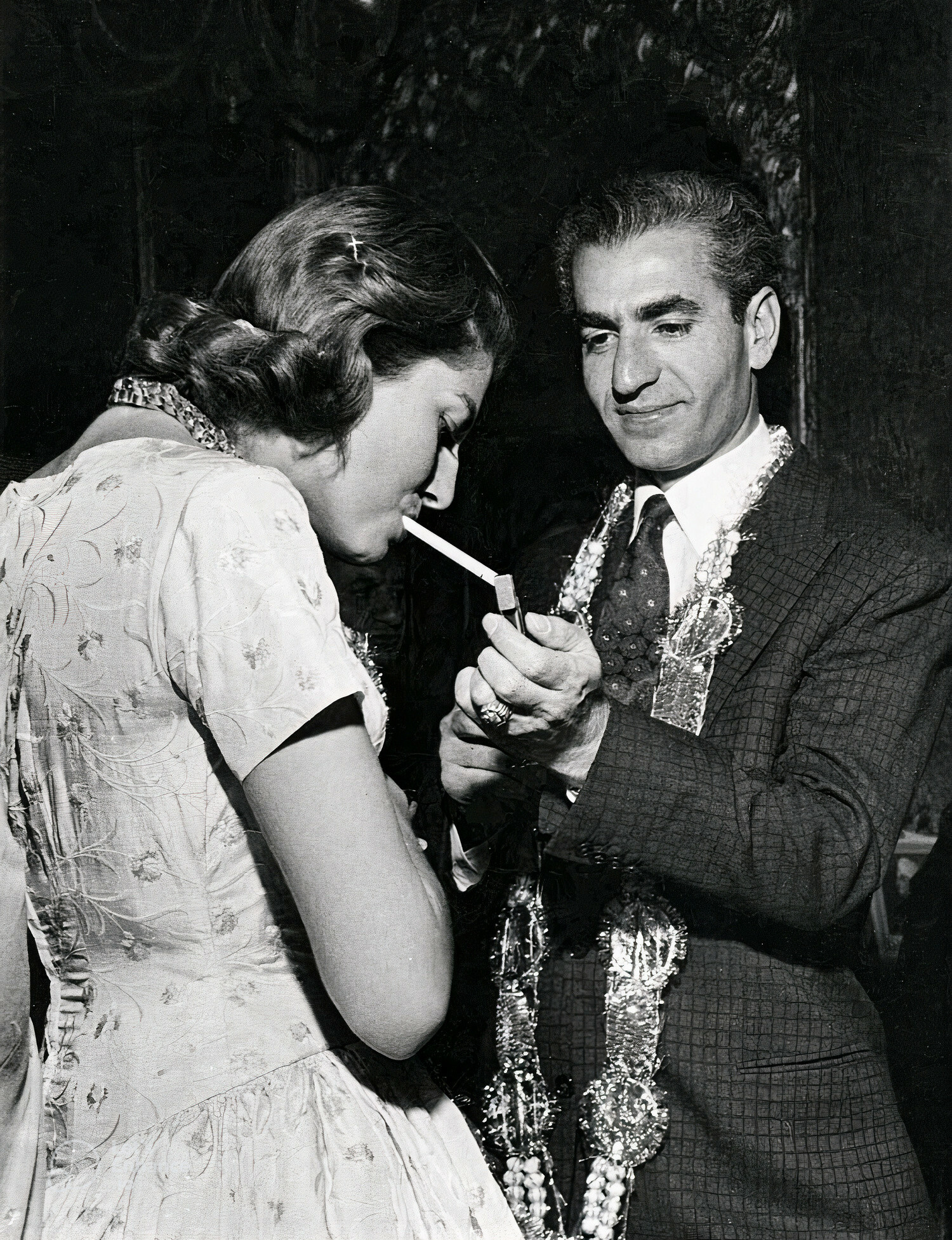
Шах зажигает сигарету для своей жены Сорайи

21 марта 1958 года, в иранский Новый год, расстроенный шах объявил о своём разводе иранскому народу в своей речи, которая транслировалась по радио и телевидению; он сказал, что не будет вступать в повторный брак поспешно. Газетные заголовки о разводе вдохновили французского автора песен Франсуазу Малле-Жорис написать ставшую хитом поп-песню Je Veux pleurer Comme Soraya («Мне хочется плакать, как Сорайя»). Брак был официально расторгнут 6 апреля 1958 года.
Согласно статье в The New York Times, разводу предшествовали длительные переговоры, в ходе которых королеву Сорайю пытались убедить согласиться с тем, чтобы её муж взял вторую жену. Королева, однако, сославшись на то, что она назвала «святостью брака», заявила, что «она не могла принять идею разделить любовь мужа с другой женщиной».

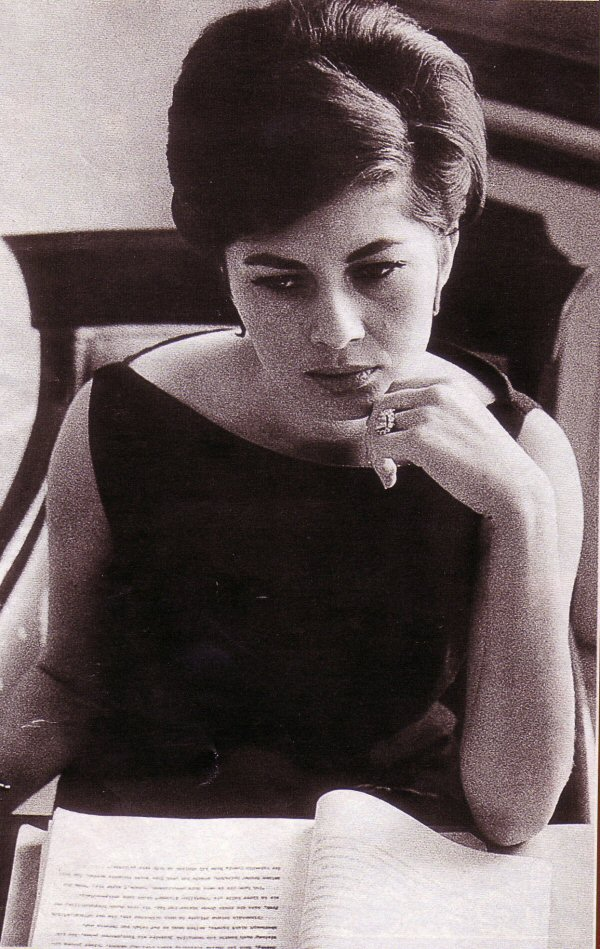
Королева Сорайя

В обращении к иранскому народу, направленном из дома её родителей в Германии, Сорайя сказала: «Так как его императорское величество Мохаммад Реза [так в оригинале] Пехлеви счёл необходимым, что наследник престола должен являться прямым потомком по мужской линии от поколения к поколению, я, с моим глубочайшим сожалением, в интересах будущего государства и благосостояния народа в соответствии с желанием его величества императора должна пожертвовать собственным счастьем, и я возвещаю своё согласие с разрывом с его императорским величеством».
После развода шах, сказавший журналисту, который спросил о его чувствах к бывшей королеве, что «никто не сможет нести факел дольше, чем я», заявил о своей заинтересованности в женитьбе на принцессе Марии Габриэлле Савойской, дочери свергнутого итальянского короля Умберто II. В прессе появилось множество заметок о слухах, окружающих брак «мусульманского государя и католической принцессы», а ватиканская газета L’Osservatore Romano посчитала подобный шаг «серьёзной опасностью».

## Карьера актрисы
Сохранив за собой королевский титул принцессы Ирана после развода, Сорайя отправилась в Германию, где имела непродолжительные романы с актёром Максимилианом Шеллом и наследником промышленной империи, фотографом Гунтером Заксом. В течение небольшого периода времени жила в Мюнхене. Она часто останавливалась в отеле Hotel Vier Jahreszeiten, помня его по своему государственному визиту в Германию в 1958 году.
Позже она переехала во Францию, а затем в Италию, где подружилась с известными киноактёрами и режиссёрами.
Принцесса Сорайя сама имела краткую карьеру в качестве киноактрисы, во время которой она использовала только своё имя (Сорайя). Первоначально было объявлено, что она будет играть роль Екатерины Великой в фильме о российской императрице Дино де Лаурентиса, но этот проект не состоялся. Вместо этого она снялась в 1965 году в итальянском фильме I Tre Volti («Три лица») и стала сожительницей итальянского режиссёра этого фильма Франко Индовины (1932—1972). Она также появилась в качестве персонажа по имени Сорайя в фильме 1965 года «Она». Индовина погиб в авиакатастрофе в возрасте 39 лет в 1972 году, когда Сорайя отправилась в Германию, чтобы навестить своих родителей. Он был похоронен на Сицилии.
После его гибели Сорайя провела остаток своей жизни в путешествиях по Европе, страдая депрессией, о которой рассказала в своих мемуарах 1991 года, Le Palais Des Solitudes («Дворец одиночества»). Она крайне редко появлялась на международном джетсете[что?], почти не давала интервью.

## Поздние годы в Париже
В последние годы жизни принцесса Сорайя жила в Париже, на Авеню Монтень, 46. Она иногда присутствовала на общественных мероприятиях, таких как вечеринки, устраиваемые домом де Ларошфуко. Её приятель и организатор разных мероприятий Массимо Гарджия пытался развеселить её и устраивал ей встречи с молодыми людьми.
Принцесса Сорайя была постоянным клиентом парикмахера Александра Зуари. Она также любила посещать бар и отель Plaza Athénée, расположенный напротив её квартиры.
Сорайю часто сопровождала её бывшая фрейлина и верная подруга мадам Фирузабадиан Шамризад. Другой её подругой была парижская светская львица Лили Клэр Сарран.
Принцесса Сорайя не общалась с третьей женой шаха, Фарах Диба, даже когда обе они жили в Париже (последняя жена шаха оказалась там после свержения в Иране монархии в результате Исламской революции).

## Смерть

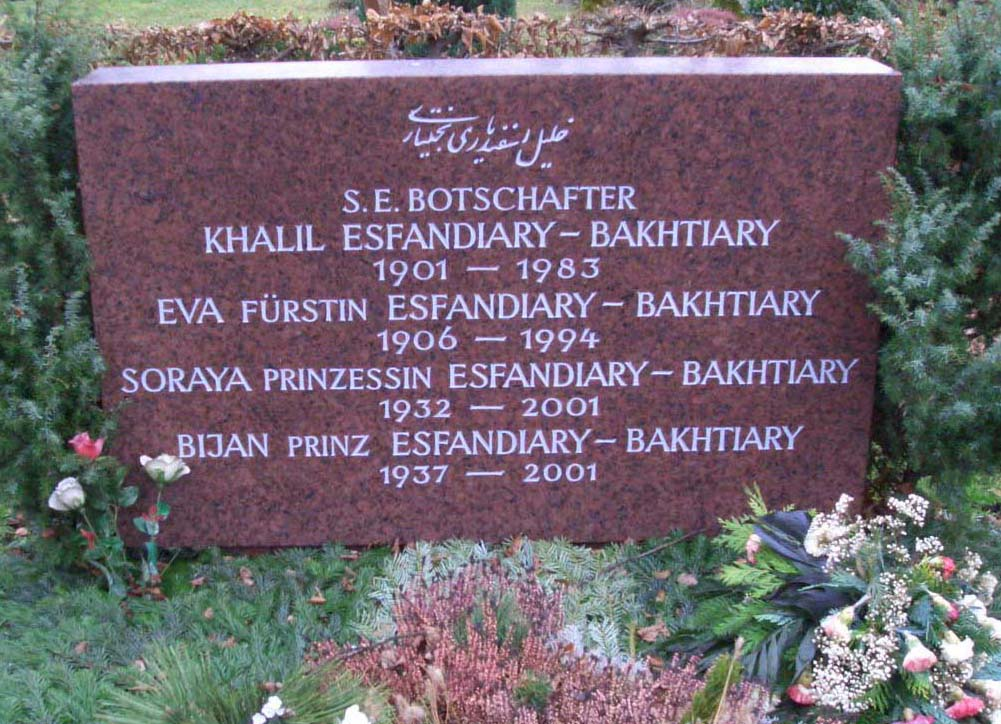
Могила Сорайи в Мюнхене

Принцесса Сорайя умерла 26 октября 2001 года от нераскрытых причин (по некоторым данным — от инсульта) в своей квартире в Париже, Франция; ей было 69 лет. Узнав о её смерти, её младший брат, Биджан, печально сказал: «После её смерти у меня не осталось никого, с кем бы поговорить». Биджан умер через неделю.
После церемонии отпевания в американском соборе в Париже 6 ноября 2001 года (Сорайя после отъезда из Ирана перешла в католицизм), в которой приняли участие принцесса Ашраф Пехлеви, принц Голам Реза Пехлеви, Анри Орлеанский с супругой, Виктор Эммануил Савойский с супругой, принц Мишель Эврё и принцесса Ира фон Фюрстенберг, она была похоронена в секторе 143 кладбища Вестфридхоф в Мюнхене, Германия, рядом со своими родителями и умершим братом.
После смерти Сорайи появилось несколько женщин, утверждавших, что они являются её незаконнорождённой дочерью, которая, как сообщается, родилась в 1962 году, по данным персоязычного еженедельника Nimrooz; притязания ни одной из них не были подтверждены. Одна газета в 2001 году опубликовала статью, в которой без каких-либо доказательств предполагалось, что принцесса Сорайя и её брат были убиты. В 2002 году могила Сорайи была осквернена: неизвестные написали на могильной плите краской из баллончика по-английски: «жалкая паразитка» («miserable parasite») и «Не работала с 25 до 60 лет» («Didn’t work from the ages of 25 to 60»). Вскоре эти надписи были счищены с могилы, однако их фотографии были опубликованы в европейских СМИ.
Согласно завещанию Сорайи, её имущество должно было быть продано на аукционе, денежные же средства, полученные от продажи имущества на аукционе, она завещала французскому отделению Красного Креста, французскому обществу, занимающемуся опекой над детьми-инвалидами и парижскому обществу защиты бездомных собак. Большая часть вещей бывшей королевы была продана на аукционе в Париже в 2002 году за примерно 8,3 миллиона долларов. Её свадебное платье от Диора было продано за 1,2 миллиона долларов.

## Титулы
- Мисс Сорайя Исфандияри-Бахтиари (1932—1951)
- Её величество королева Ирана (1951—1958)
- Её императорское высочество принцесса Сорайя Иранская (1958—2001)

Хотя титул её мужа, шахиншах (царь царей), является эквивалентом императора, только в 1967 году появился специальный женский титул шахбану (эквивалент императрицы), чтобы величать супругу шаха. Фарах Пехлеви, таким образом, была единственной женщиной, носившей этот титул. До этого времени жёны шахов (в том числе Сорайя) носили титул малаке (что сопоставимо с титулом королевы), хотя в прессе они часто неправильно именовались «императрицами».
После развода Сорайя перестала быть королевой, но через день она получила личные титул и обращение «Её императорское высочество принцесса Сорайя Иранская».

## Мемуары
Принцесса Сорайя написала две книги воспоминаний. Первой, опубликованной в 1964 году в США издательством Doubleday, была Princess Soraya: Autobiography of Her Imperial Highness. За десять лет до своей смерти она и её соавтор, Луи Валентин, написали ещё одну книгу мемуаров на французском языке, Le Palais des Solitudes (Париж, France Loisirs/Michel Laffon, 1991), которая была переведена на английский язык и вышла под заглавием Palace of Solitude (Лондон, Quartet Book Ltd, 1992); ISBN 0-7043-7020-4.

## Память
Развод Сорайи с шахом вдохновил французского автора песен Франсуазу Малле-Жорис написать песню Je Veux pleurer Comme Soraya («Мне хочется плакать, как Сорайя»). Французский цветовод Франсуа Мейлан вывел сорт подсолнечника, который он назвал «императрица Сорайя» в честь бывшей королевы.
Итальянско-германский телефильм о жизни принцессы, Soraya (другое название — Sad Princess), транслировался в 2003 году, главную роль (Сорайи) исполнила Анна Валле (мисс Италия 1995), Эрол Сандер сыграл роль шаха. Французская актриса Матильда Мэй исполнила в этом фильме роль сестры шаха, принцессы Шамс Пехлеви.
Кроме того, ещё при жизни принцесса Сорайя стала прототипом принцессы Торайи из эксцентрической комедии Педро Альмодовара «Лабиринт страстей» (1982) в исполнении Хельги Лине.

## Наследство

### Размеры наследства
Точный размер состояния бывшей королевы Ирана остаётся неясным. Стоимость принадлежавшей Сорайе недвижимости, как полагают, составляет от 40 до 50 миллионов евро. В 2012 году аукционным домом Кристи в Лондоне были выставлены на продажу некоторые ювелирные изделия, принадлежавшие ей. По некоторым данным, только одно её кольцо с бриллиантом было продано за сумму около 100 миллионов евро.
В гражданском суде Кельна 5 ноября 2013 года началось рассмотрение нового дела, связанного с наследством покойной королевы. 30 родственников и друзей Сорайи Исфандияри на закрытом процессе в Кёльне предъявили свои права на наследство, оцениваемое в несколько миллионов евро. Этот суд должен установить, является ли кто-либо из них её «законным наследником». Высказывался аргумент, что сама Сорайя Исфандияри в качестве наследника своего имущества якобы указала своего младшего брата Биджана. Но Биджан Исфандиари скончался спустя всего несколько дней после смерти своей сестры Сорайи в 2001 году. После его смерти некий человек, назвавшийся его «секретарём и водителем», утверждал, что Биджан за 15 минут до своей смерти от руки написал завещание, где объявил его в качестве своего единственного наследника.
70-летний Паришер Визи, один из родственников и потенциальных наследников Сорайи Исфандиари выразил сомнения в подлинности этой записки. По его словам, наследство Сорайи должно остаться в её семье. По словам Паришера, «Это несправедливо — присваивать чужое богатство. Я думаю, эти деньги смогут реально помочь людям».

### Судебный процесс
15 июля 2014 года немецкий суд постановил, что у Сорайи Исфандиари-Бахтиари имелась собственность общей стоимостью в шесть миллионов долларов, которая должна быть распределена между тремя французскими благотворительными организациями. Эти организации, французский Красный Крест, общество по защите бездомных собак и организация по поддержке детей с ограниченными возможностями во Франции, должны будут унаследовать равные доли собственности Исфандиари, оценённой в четыре миллиона пятьсот тысяч евро (эквивалент шести миллионов ста тысяч долларов). Было также установлено, что за десять лет до своей смерти она завещала своё имущество, в том числе ювелирные изделия и мебель из своего дома в Париже, благотворительному аукциону в пользу трёх указанных организаций при условии, что у её брата Биджана не родится законный ребёнок. Судьи в Кёльне при этом подтвердили, что брат Сорайи Исфандиари умер спустя неделю после её кончины, не был женат (во всяком случае, не заключал брак в соответствии с законодательством Германии) и не имел детей.